# 이시이 요스케
이시이 요스케(일본어: 石井 洋祐, 1957년 7월 20일 ~ )는 일본의 배우이다.

## 출연작

### TV 드라마
- 1997년 ~ 1998년 B-로봇 가브타크 - 코엔지 마사토라 역